# ウチのクルマがこんなに可愛いわけがない!?
『ウチのクルマがこんなに可愛いわけがない!?』（ウチのクルマがこんなにかわいいわけがない）は、鈴木秀吉による日本の漫画作品。略称は「ウチクル!?」。

## 概要
擬人化した自動車と人との物語で1話読み切りタイプ。モーターマガジン社の『ホリデーオート』、『Webモーターマガジン』にて2018年4月より2021年5月16日まで連載された。単行本は同社から『ウチクル!? ウチのクルマがこんなに可愛いわけがない!?』のタイトルで発売され、全3巻。

## 書誌情報
- 鈴木秀吉『ウチクル!? ウチのクルマがこんなに可愛いわけがない!?』モーターマガジン社〈モーターマガジンムック〉、全3巻
  1. 2019年11月9日発売、ISBN 978-4-86279-508-3
  2. 2020年8月5日発売、ISBN 978-4-86279-528-1
  3. 2021年8月31日発売[1]、ISBN 978-4-86279-564-9